# Redslareds kyrka
Redslareds kyrka är en kyrkobyggnad i Redslared i Svenljunga kommun. Den tillhör sedan 2006 Svenljungabygdens församling (tidigare Redslareds församling) i Göteborgs stift.

## Historia
Byggnadsåret för den ursprungliga kyrkan är obekant, men det torde ha funnits en kyrka på platsen sedan medeltiden. På 1600-talet uppfördes en träkyrka, men den brann ned 1675. Därefter uppfördes nuvarande stenkyrka.

## Kyrkobyggnaden
Med anledning av den ökande befolkningen beslöt sockenstämman 1817 att restaurera och utvidga kyrkan. Den förlängdes 1818 åt öster och breddades. Samtidigt uppfördes nuvarande sakristia. År 1858 fick kyrkan sitt nuvarande utseende då långhuset förlängdes åt väster och kyrktornet uppfördes. Arbetet utfördes av byggmästare Andreas Pehrsson efter ritningar av arkitekt Johan Fredrik Åbom. År 1821 köptes nytt taktegel till kyrkan från Sätila tegelbruk. Tornet byggdes 1857 och ersatte därvid den uttjänta klockstapeln. Under mitten av 1890-talet installerades en kamin som bekostades av insamlade medel. Kyrkans fasader renoverades 1903 och en ytterligare restaurering företogs 1924 då tornspiran belades med kopparplåt, ytterväggarna putsades om, kyrkan ommålades invändigt, nytt golv och nya fönster insattes samt en ny kamin installerades. En donation medförde att centralvärme installerades år 1945. Kyrkan målades åter om in- och utvändigt 1949, samma år installerades elektriskt ljus och ett dopaltare iordningställdes. År 1951 sattes nya korfönster in. Den senaste restaureringen skedde år 2005.
I sin nuvarande utformning består kyrkan av långhus med tresidigt kor i öster. Norr om koret finns en vidbyggd sakristia. Vid västra sidan finns kyrktornet som kröns med åttasidig lanternin och tornspira. Långhus och sakristia har sadeltak som täcks av tvåkupiga betongpannor. Tornet har ett kopparklätt tälttak. Carl XIV Johans namnchiffer och årtalet 1818 finns ovanför dörren.

## Inventarier
Vid en brand 1675 förstördes många av kyrkans inventarier.
- Sockenbudskalken är ett av kyrkans äldsta föremål och är från 1774.
- Altaret är byggt 1818 och målat 1834.
- En fyrkantig predikstol i nyklassicistisk stil är byggd i samband med ombyggnationen 1818. Predikstolen är gråmålad och har förgyllda detaljer. Vid predikstolen hänger en tavla som tidigare var altartavla.
- Altartavlan är målad 1949 av John Hedæus och har motivet "Lärjungarna på väg till Emmaus" (Lukas 24:13-35).
- Dopfunten i ek är från 1919. Funten är fyrkantig och har avfasade hörn.
- En orgel byggdes 1884 av Johannes Andersson i Långaryd.
- En ekkista är från 1750.

### Klockor
- Storklockan är av en senmedeltida typ och pryds av fyra hjulkors.[3]
- Lillklockan tillkom 1936 som en donation från syföreningen. För att avhjälpa en spricka göts den om 1954.

### Orgel
Orgeln byggdes 1884 av Johannes Andersson i Långaryd och fasaden var ritad av Ludvig Petersson. Instrumentet renoverades 1962 av Tostareds Kyrkorgelfabrik.